# Hebert García
Hebert Josué García Plaza (Maracaibo, estado Zulia, Venezuela; 16 de febrero de 1962) es un militar venezolano, tuvo el rango militar de mayor general del Ejército Bolivariano (FANB), y ocupó el cargo de ministro del Poder Popular para Transporte Acuático y Aéreo de Venezuela, además de ministro del Poder Popular para la Alimentación, en la década de los años 2010, durante el primer periodo presidencial de Nicolás Maduro.
En 2015, el Tribunal 10° de Control del Área Metropolitana de Caracas ordenó la aprehensión de García Plaza por el caso Bolipuertos ―del cual era presidente― y la compra de tres ferrys, siendo ahora opositor al gobierno de Nicolás Maduro.

## Biografía

### Formación académica
Hebert García Plaza es el tercero de cuatro hermanos y proviene de una familia de Maracaibo, estado Zulia. Egresó de la Academia Militar del Ejército Bolivariano (UMBV), en julio de 1983, en la promoción General de División León Febres Cordero - Bicentenario del Natalicio de Libertador, en la posición 47.º de 119 egresados. También perteneció a la selección de sóftbol del Ejército Bolivariano.

## Carrera política

### Gobierno de Hugo Chávez
El entonces presidente Hugo Chávez lo designó, en julio de 2010, como Viceministro de Servicios del Ministerio de Defensa, un cargo en el que administró las direcciones generales de Empresas y Servicios, Salud, Armas y Explosivos, Mantenimiento y Alistamiento Militar.
Estando en el cargo de Viceministro de los Servicios, se creó a través de CAVIM una fábrica de uniformes, ya que se buscaba la autonomía en la fabricación de los mismos, a través de la coordinación de su manufactura, por medio de Cooperativas.
El 3 de julio de 2012, fue ascendido al rango de mayor general, junto con otros 13 generales, entre los que también estuvieron Wilmer Barrientos y los hermanos Clíver Alcalá y Carlos Alcalá Cordones. El entonces jefe de Estado, en esa ocasión, dijo:

Al mayor general Hebert García Plaza, por un excelente trabajo como viceministro, lo he ascendido hoy.

### Gobierno de Nicolás Maduro
El 21 de abril de 2013, en cadena nacional fue asignado como Ministro del Poder Popular para el Transporte Acuático y Aéreo, cargo que tendría hasta 2014, cuando pasa a la cartera de alimentación del Gobierno Venezolano.
El 1 de octubre de 2013, el presidente Nicolás Maduro lo puso al frente del Órgano Superior para la Defensa Popular de la Economía (OSDPE).

## Denuncia de corrupción

### Caso Bolipuertos
El 23 de enero de 2015, el presidente de Bolipuertos, el Coronel Julio Marchán, presentó una denuncia ante la Superintendencia del Cuerpo Nacional contra la Corrupción, donde acusó a antiguas autoridades de Bolipuertos que, a finales del año 2013, habrían autorizado la adquisición irregular de tres ferrys a empresas españolas. Dentro de los involucrados estaría Hebert García Plaza.
El origen de la investigación estuvo en la adquisición de tres ferrys a empresas españolas para ser empleados por operadores venezolanos, con el fin de conectar los destinos turísticos de la isla de Margarita. Inicialmente, estaba prevista la adquisición de dichos buques con tres años de uso a un astillero griego, pero se habría ordenado paralizar la compra para adquirir los buques españoles.
Posteriormente, la Superintendencia del Cuerpo Nacional contra la Corrupción daría a conocer un informe donde afirman que los tres ferrys adquiridos en Europa por Bolivariana de Puertos (Bolipuertos) tuvieron un costo total de 50.188.320,30 euros y fueron bautizados con los nombres de San Francisco de Asís, Virgen del Valle II y Virgen de Coromoto. Sin embargo, también señalaron que dichos buques tenían 12 años de antigüedad, lo cual no es propio en este tipo de adquisiciones, ya que la vida útil de estas embarcaciones oscila entre los 15 años. Además, como se habían adquirido ya usados, Bolipuertos invirtió en arreglarlos cinco veces más de lo que pagaron para comprarlos, pues, el mantenimiento de la empresa Underwater Techonogy Services superaba los 5 millones y medio de dólares (en diques) y los 144 millones de bolívares por mantenimiento correctivo. El informe señala que:

El hecho de que los buques hayan sido adquiridos de segunda mano, trajo como consecuencia que su vida útil estuviera muy disminuida [...]. Y al no corregir con la premura necesaria las fallas, los buques pasaron a inoperatividad.

Ante estas acusaciones, García Plaza negó cualquier tipo de actuación fraudulenta por su parte, explicando que se pidió a unos inspectores de la Presidencia que verificasen la búsqueda de buques disponibles en Europa, tras rechazar una oferta de Grecia, la cual se hizo de manera amplia y transparente. Afirmó que:

(Los buques) Estuvieron funcionando muy bien por más de un año. Eso nos da fe de que no son chatarra. Ahora, si a esos barcos no se les hace mantenimiento, pues se van a parar en algún momento. En la adquisición de esos buques no hubo intermediarios.

Sin embargo, la Superintendencia evidenció que uno de los puntos clave en la estafa al fisco, fue el informe presentado por la comisión que fue a España, especialmente para evaluar la calidad y el costo de los ferrys, la cual estuvo conformada por 13 inspectores que recomendaron la compra de los buques, ocultando la información real, al no señalar que las embarcaciones estaban deterioradas y requerían de la compra adicional de repuestos para poder funcionar correctamente. Además, señalaron que había otras ofertas con 4 empresas griegas para adquirir 4 buques por menos del monto gastado, por lo que llegaron a la conclusión que la comisión de expertos maquilló el informe final presentado al presidente Nicolás Maduro para la firma de los puntos de cuenta. La Superintendencia lo reseñó de la siguiente manera:

Es decir, mal pudo el equipo de inspección recomendar la compra de embarcaciones y señalar en los puntos de cuenta 046, 012, 103 y 0320 de fechas 26 de junio, 22 de julio, 26 de septiembre y 11 de noviembre de 2013, presentados al Presidente de la República, que cada una de éstas se encontraban en condiciones óptimas de realizar hasta seis viajes diarios entre Puerto La Cruz y Punta de Piedras.

El 20 de abril de 2015, Hebert García Plaza sería imputado por el Tribunal 10.º de Control del Área Metropolitana de Caracas, por el delito de peculado doloso, cometido en la compra de tres ferrys para Bolipuertos. Del mismo modo, el Ministerio Público logró privativa de libertad para el entonces vicepresidente de Bolivariana de Puertos (Bolipuertos), Antonio González. Los Fiscales N°93 y Auxiliar Nacional, Rubén Contreras y Tayifo Rodríguez, respectivamente, imputaron a González por ser el presunto autor en los delitos de peculado doloso, concierto con contratista y evasión de procesos licitatorios. Además, los inspectores Wilfredo Urbáez, Armando Larrazabal y Luis Pagua; fueron imputados por ser facilitadores en los dos primeros delitos.
Tras ser evaluados los elementos de convicción presentados por los fiscales, el Tribunal 10.º de Control de Área Metropolitana de Caracas dictó medida privativa de libertad contra González, Urbáez y Larrazabal; mientras que a Pagua se le acordaron medidas cautelares consistentes en la presentación, cada ocho días, ante la citada instancia judicial, esto debido a sus 75 años de edad. Sin embargo, para ese momento, García Plaza ya no se encontraba en el país, por lo que la jueza Nahilu Sánchez, encargada del caso, ordenó la emisión de un alerta roja ante la Interpol contra García Plaza.

## Degradación y rechazo al gobierno de Nicolás Maduro
En 2017, realizó ante la Organización de Estados Americanos (OEA), varias denuncias sobre presuntos delitos de Lesa Humanidad que habría cometido el gobierno de Nicolás Maduro en Venezuela. Además, acusó al ministro del Poder Popular para la Defensa, general en jefe, Vladimir Padrino López de «apartarse de sus principios por la ambición de poder».
El 1 de marzo de 2018, el presidente Nicolás Maduro firmó el decreto N.º 3.299, con el fin de degradar a 24 altos oficiales de la Fuerza Armada Nacional Bolivariana (FANB), los cuales fueron señalados de ser «indignos» de pertenecer a la FANB. Entre ellos, se encontraba Hebert García Plaza, cuyo procedimiento implica la pérdida del grado y las condecoraciones nacionales que haya obtenido.